# Нуклеозома
Нуклеозомата е основната структурна единица на опаковане на ДНК при еукариотите, съставена от ДНК, навита 1.75 пъти около всяко белтъчно телце, което от своя страна е изградено от 8 хистонови молекули. Често бива сравнявана с конец, навит на макара.
Отделните нуклеозоми са свързани помежду си с хистоновите молекули на Н1, като по този начин отделните нуклеозоми биват „придърпвани“ една около друга. В резултат хроматиновата нишка се уплътнява. Сама по себе си нуклеозомата представлява надмолекулен комплекс, в който ДНК е с възможно най-компактна дължина.